# Труа (округ)
Труа (фр. Troyes) — округ (фр. Arrondissement) во Франции, один из округов в регионе Шампань-Арденны. Департамент округа — Об. Супрефектура — Труа.
Население округа на 2006 год составляло 217 625 человек. Плотность населения составляет 62 чел./км². Площадь округа составляет всего 3534 км².